# Més enllà del límit
Més enllà del límit (títol original: Over the Edge) és una pel·lícula dels Estats Units dirigida per Jonathan Kaplan el 1979. Ha estat doblada al català.

## Argument
En una petita ciutat en construcció, New Granada, marginal i aïllada, fruit de l'especulació immobiliària, que no té llocs d'oci o esbarjo, i situada enmig del desert de Colorado, una banda d'adolescents s'avorreix i saqueja la ciutat. En un determinat moment, un d'ells és abatut per un policia.

## Repartiment
- Michael Eric Kramer: Carl Willat
- Matt Dillon: Richie White
- Pamela Ludwig: Cory
- Harry Northrup: Ed Doberman
- Vincent Spano: Mark
- Tom Fergus: Claude
- Andy Romano: Fred Willat
- Ellen Geer: Sandra Willat
- Richard Jamiso: Cole
- Julia Pomeroy: Julia
- Tiger Thompson: Johnny
- Eric Lalich: Tip
- Kim Kliner: Abby
- Frank Mugavero
- Kristina Hanson: Lisa

## Distribució
- La pel·lícula, a causa del seu tema particularment sensible als Estats Units va tenir alguns problemes de distribució en la seva realització. Segons va declarar el mateix director en algunes de les seves entrevistes, la raó principal d'això va ser el temor que pugui desencadenar un fenomen de l'emulació per l'audiència juvenil[3]